# Diego Portales

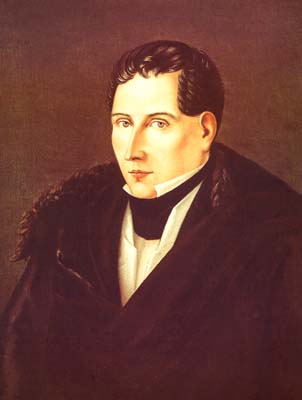
Diego Portales

Diego José Pedro Víctor Portales Palazuelos (ur. 16 czerwca 1793 w Santiago, zm. 6 czerwca 1837) – chilijski polityk baskijskiego pochodzenia, twórca nowoczesnego państwa chilijskiego. Stał się jednym z symboli chilijskiej jedności i tożsamości narodowej.

## Życiorys
Pochodził z zamożnej i wpływowej rodziny. W 1824 roku uzyskał od rządu zyskowny monopol na handel tytoniem, alkoholem i herbatą. Dwa lata później rozwinął działalność wydawniczą. W wydawanych przez siebie gazetach prezentował skrajnie konserwatywne poglądy. Po przejęciu władzy przez Partię Konserwatywną w 1830 roku Portales stał się główną postacią w rządzie. Sprawował rządy autorytarne, bezwzględnie zwalczając opozycję i przejmując kontrolę nad armią. W 1833 roku doprowadził do uchwalenia nowej konstytucji, która przekształciła Chile w scentralizowane państwo. W 1835 roku objął stanowisko ministra wojny i spraw wewnętrznych, a jednocześnie najbliższego doradcy prezydenta Joaquina Prieto. Zawarcie unii między Peru a Boliwią znacznie pogorszyło napięte już od dłuższego czasu stosunki chilijsko-peruwiańskie. Oskarżając Peru o przygotowanie zamachu stanu Portales doprowadził do wybuchu wojny. W 1836 roku dowodzona przez niego armia rozpoczęła działania wojenne przeciwko armii peruwiańskiej odnosząc kilka sukcesów. Jednak 6 czerwca 1837 roku Portales zginął w wyniku zamachu.